# MBK Entertainment
La MBK Entertainment è stata una società di intrattenimento musicale e etichetta discografica sudcoreana fondata nel 2006 da Kim Kwang-soo. L'azienda era precedentemente nota, fino al 2014, come Core Contents Media, suddivisione della CJ E&M Music Performance Division. MBK è un acronimo di Music Beyond Korea. L'agenzia è famosa per nomi come le DIA, e per ex-artisti come le T-ara, i Supernova, gli UNB, le Davichi, le Uni.T, gli 1the9 e le SeeYa.
Nel 2022 l'agenzia ha chiuso per poi trasferirsi nella PocketDol Studio.
I generi musicali a cui l'azienda dà priorità sono il K-pop, la musica dance, la nu-disco, il contemporary R&B e il rap.

## Ex artisti
- SG Wannabe (2006–2009)
- SeeYa (2009–2011)
  - Kim Yeon-ji (2009–2011)
  - Lee Bo-ram (2009–2016)
- Black Pearl (2007–2012)
- Yangpa (2007–2012)
- Supernova (2007–2012)
- Coed School (2010–2013)
  - Kangho (2010–2011)
- Davichi (2008–2014)
- Hong Jin-young (2009–2014)
- Gangkiz (2012–2014)
  - Hwang Ji-hyun (2012–2013)
  - Kwak So-min (2012–2013)
  - Jo Eun-byul (2012–2013)
- F-ve Dolls (2011–2015)
  - Lee Soo-mi  (2009–2012)
  - Huh Chan-mi  (2010–2012)
  - Seo Eun-kyo (2011–2015)
  - Oh Yeon-kyung (2013–2015)
  - Han Na-yeon (2013–2015)
  - Jin Hye-won (2010–2015)
  - Ryu Hyo-young (2010–2016)
- Koh Na-young (2015)
- Kwang Toh (2014–2015)
- SPEED (2012–2015)
  - Kwangheng (2010–2012)
  - Noori (2010–2012)
  - Taewoon (2010–2015)
  - Taeha (2012–2016)
  - Jongkook (2012–2016)
  - Sungmin (2010–2016)
  - Jungwoo (2010–2016)
- The SeeYa (2012–2015)
- T-ara (2009–2017)
  - Hwayoung (2010–2012)
  - Areum (2012–2014)
  - Boram (2009–2017)
  - Soyeon (2009–2017)
  - Qri (2009–2017)
  - Eunjung (2009–2017)
  - Hyomin (2009–2017)
  - Jiyeon (2009–2017)
- Nutaz (2014–2017)
- HighBrow (2015–2016)
- I.M. / I.M.66 (2017–Present)
  - Taeeun (2017–2018)
  - Hangyul (2017–2019)
- DIA (2015–2022)
  - Cho Seung-hee (2013–2016)
  - Eunjin (2015–2018)
  - Jenny (2015–2019)
  - Somyi (2017–2022)
  - Lee Ju-eun (2017–2022)
  - Yebin (2015–2022)
  - Ki Hui-hyeon (2015–2022)
  - Eunice (2015–2022)
  - Eunchae (2016–2022)
  - Jung Chae-yeon (2015–2022)
- Shannon (2011–2019)
- Kim Dani (2012–2019)
- 1the9 (2019–2020)
  - Yoo Yong-ha (2019–2020)
  - Kim Tae-woo (2019–2020)
  - Lee Seung-hwan (2019–2020)
  - Shin Ye-chan (2019–2020)
  - Kim Jun-seo (2019–2020)
  - Jeon Do-yeom (2019–2020)
  - Jung Jin-sung (2019–2020)
  - Jeong Taek-hyeon (2019–2020)
  - Park Sung-won (2019–2020)

## Filmografia
L'azienda ha prodotto anche alcuni film:
- Death Bell (고死: 피의 중간고사) (2008)
- Death Bell 2: Bloody Camp (고死 두번째 이야기 : 교생실습) (2010)

## Distribuzione
Corea del Sud
- CJ E&M Music (2006-2014)
- LOEN Entertainment (2009-attuale)
- KT Music (2013-2014)
- Universal Music (2014-attuale)
- Interpark INT (2015-attuale)

Giappone
- Universal Music
- J-Rock (2011-attuale)
- EMI Music Japan (2011-2013)

Cina
- Longzhen Culture Development (2014-2015)
- Banana Plant (2015-attuale)